# الانتخابات الرئاسية الصومالية 1986
عقدت انتخابات رئاسية في الصومال يوم 23 ديسمبر 1986، لأول مرة عبر استفتاء شعبي. وكانت البلاد وقتئذ بنظام الحزب الواحد، حيث كان الحزب الاشتراكي الثوري الصومالي هو الحزب الشرعي الوحيد. وكان زعيمها الرئيس الحالي وقتها محمد سياد بري المرشح الوحيد، وتم إعادة انتخابه مع اعتراض أقل من 1,500 صوت.

## النتائج
| الخيار              | الأصوات   | %   |
| ------------------- | --------- | --- |
| محمد سياد بري       | 4,887,592 | 100 |
| ضد                  | 1,486     | 0.0 |
| المجموع             | 4,889,078 | 100 |
| مصدر: Nohlen et al. |           |     |